# Stari grad (Kragujevac)
Stari grad é um município da Sérvia, pertencente ao distrito de Šumadija, localizado na região de Šumadija. A sua população era de 62794 habitantes segundo o censo de 2002.